# Centrodera dayi
Centrodera dayi là một loài bọ cánh cứng trong họ Cerambycidae.